# 공소원
공소원(1985년 9월 19일 ~ )은 대한민국의 여자 트로트 가수이다.

## 개요
2007년부터 한소아라는 이름으로 가수 활동을 시작했다. KBS 드라마 '못말리는 결혼', SBS 드라마 '달려라 고등어', MBC 드라마 '내 곁에 있어', '나쁜여자 착한여자', SBS 드라마 '사랑해' 등 다수의 드라마 OST를 부르며 '얼굴 없는 가수'로 활동했다.
2014년 현 소속사와 계약을 맺은 이후 2015년 중국판 '나는 가수다' 출연을 제안받고 중국으로 향했다. 1년 정도 체류하면서 오디션을 준비했지만, 한한령 등으로 인해 출연 불발 통보를 받는 등 힘든 시기를 겪기도 했다. 체류하는 동안 중국어를 공부해 중국어로 간단한 의사소통이 가능하다.
한국으로 돌아와 2019년 2월 법원에 개명신청을 통해 본명 박소아에서 공소원으로 이름을 바꾸고, 트로트 가수로 활동하고 있다. 2019년 TV조선 〈내일은 미스트롯〉, 2021년 〈내일은 미스트롯2〉에 참가하며 감성 트로트를 선보이며 트로트 가수로 자리매김하고 있다.
트로트, 발라드, K-POP, 알앤비 등 다양한 장르를 부른다.
유튜브 채널을 운영하며 브이로그, 커버송, 텃밭 가꾸기, 먹방, 닭 키우기 등 다양한 콘텐츠로 구독자들과 소통하고 있다.

## 데뷔
- 2010년 싱글 앨범 [Can U Feel Ma Music]

## 연예 활동
- 2011년 음원형 가수로 활동할 당시 본인이 작사/작곡에 참여해 발매한 미니앨범《스며들다》의 수록곡 <내맘 훔친 너>가 싸이월드 음원차트에서 BGM 1위를 하기도 했다.
- 2017년 3월 30일 Mnet <너의 목소리가 보여> 시즌4에 '11년 무명 생활'이라는 수식어로 출연해 주목을 받았다. 당시 한소아(공소원)는 섹시한 매력을 갖춘 외모에 숨겨진 반전 가창력을 뽐내며 적지 않은 화제를 모으기도 했다.[4]
- 지방으로 내려간지 1년도 안돼 '내일은 미스트롯' 참가 제안이 들어와 2018년 오디션에 참가하여 2019년 2월 19일 1회부터 4월 11일 7회 방송까지 출연하였다.
- 2021년 '내일은 미스트롯2'에 참가하면서 '트로트계 감성장인'이란 별명이 생겼다.

## 앨범

### 한소아(Han So-ah)
한소아로 발매한 앨범들은 현재 음원사이트에 아티스트 공소원으로 바뀌어 있다.
- 2010.03.15. 싱글 《Loview Music Part.1》(with MC 한새(MC haNsAi)) 수록곡 〈믿겨지지 않는 이야기〉  (장르: 발라드, 팝랩)
- 2010.11.25. 싱글 《Can U Feel Ma Music》 수록곡 〈Can U Feel Ma Music〉, 〈어쩌면 (feat. JQ)〉 (장르: 발라드, 소울 팝)
- 2010.12.03. 싱글 《크리스마스의 기적 2》 (with 정환 & 제이큐) 수록곡 〈크리스마스의 기적 2〉 (장르: 댄스 팝, 캐롤)
- 2011.01.28. 싱글 《시간이 필요해》 수록곡 〈시간이 필요해〉(With JQ), 〈오늘도 그대를〉 (장르: 발라드)
- 2011.04.11. 싱글 《Loview Music Part.4》 (with 제이큐) 수록곡 〈혼자두지마〉  (장르: 발라드, 팝랩)
- 2011.05.18. 싱글 《Just Love You》 수록곡 〈Just Love You〉 (장르: 발라드)
- 2011.07.06. EP(미니) 《스며들다》 수록곡 〈고백〉, 〈내맘 훔친 너〉, 〈시간이 필요해〉(With JQ), 〈Maybe〉, 〈흔들지 말아줘〉 (장르:댄스 팝)
- 2011.10.12. 싱글 《37.5°C》 수록곡 〈37.5°C〉 (장르: 소울 팝, 네오 소울)
- 2011.12.15. 싱글 《하얗게 물들다》 수록곡 〈하얗게 물들다〉 (장르: 발라드)
- 2012.03.28. EP(미니) 《2nd Mini Album '다가온다'》 수록곡 〈Tomorrow (우유 빛깔 Love)〉, 〈차라리 헤어지자〉, 〈37.5°C〉, 〈일기〉, 〈비켜줘〉 (장르: 발라드)
- 2012.04.25. 싱글 《Loview Music Part 7》 (with 제이큐) 수록곡 〈연애세포〉 (장르: 댄스 팝, 팝랩)
- 2012.05.23. 싱글 《딴 놈 말고 너》 수록곡 〈딴 놈 말고 너〉 (장르: 발라드)
- 2012.07.25. 싱글 《하나하나》 수록곡 〈하나하나〉 (장르: 발라드)
- 2012.10.17. 정규 《사과》 수록곡 〈Can U Feel Ma Music〉,〈귓속말〉,〈사과〉,〈비오는날이 좋아〉,〈내맘 훔친 너〉,〈Maybe〉,〈고백〉,〈하나하나〉,〈딴놈 말고 너〉,〈Just Love You〉,〈시간이 필요해 (feat. JQ)〉,〈하얗게 물들다〉  (장르: 발라드)
- 2013.03.06. 싱글 《One More Love》 수록곡 〈one more love (feat. G.타이거)〉 (장르: 알앤비, 인디 팝)
- 2013.04.17. 싱글 《내가 왜 좋죠》 수록곡 〈내가 왜 좋죠〉 (장르: 알앤비, 인디 팝)
- 2013.06.18. 싱글 《사랑에 빠졌나봐》수록곡 〈사랑에 빠졌나봐 (feat. 데피닛, 지백 Of CMYK)〉 (장르: 인디)
- 2013.09.04. 싱글 《태엽》 수록곡 〈태엽 (Tears In My Eyes)〉 (장르: 발라드, 인디 팝)
- 2013.10.30. EP(미니) 《나쁜장난》 수록곡 〈나쁜장난〉,〈One More Love (feat. G.Tiger)〉,〈내가 왜 좋죠〉,〈사랑에 빠졌나봐 (feat. 데피닛, 지백 Of CMYK)〉,〈태엽 (Tears In My Eyes)〉,〈거짓말〉 (장르: 발라드)
- 2014.02.19. 싱글 《오늘 밤》 수록곡 〈오늘 밤〉 (장르: 알앤비), 기획사: Loview Music
- 2014.05.13. 싱글 《You! Who?》 수록곡 〈너 누구니 (You! Who?)〉 (장르: 알앤비), 기획사: Loview Music
- 2014.07.03. 싱글 《그댄 선물이죠》 수록곡 〈그댄 선물이죠〉 (장르: 발라드), 기획사: Loview Music
- 2014.09.30. 싱글 《Black & White Story Episode 1-1》 (with 제이큐) 수록곡 〈나쁜놈 . 나쁜놈 . 나쁜놈〉 (장르: 팝랩, 팝), 기획사: 블랙앤화이트스토리
- 2014.10.21. 싱글 《Black & White Story Episode 1-2》 (with 제이큐) 수록곡 〈눈엔눈 이에는 이〉 (장르: 팝랩, 팝), 기획사: 블랙앤화이트스토리
- 2014.12.26. 싱글 《창밖의 눈보라》 수록곡 〈창밖의 눈보라〉 (장르: 발라드), 기획사: 블랙앤화이트스토리
- 2016.07.22. 싱글 《기승전 You》 수록곡 〈기승전 You〉 (장르: 팝), 기획사: makeumine works
- 2016.11.16. 싱글 《내가 이럴려고》 수록곡 〈내가 이럴려고〉 (장르: 팝), 기획사: MUM Records
- 2017.03.02. 싱글 《꽃샘추위》 (with 승아) 수록곡 〈꽃샘추위 (Prod. By JQ)〉 (장르: 알앤비, 팝), 기획사: makeumine works
- 2017.05.09. EP(미니) 《한소아 With 정수완》 수록곡 〈마른꽃〉, 〈37.5°C (Acoustic)〉,〈내 맘 훔친 너 (Acoustic)〉,〈일기 (Acoustic)〉  (장르: 알앤비, 어쿠스틱), 기획사: makeumine works
- 2017.11.17. EP(미니) 《널 헤는 밤 PART.1》 수록곡 〈널 헤는 밤〉,〈하나하나〉,〈이사 전날〉,〈마른꽃〉,〈내가 이럴려고〉  (장르: 발라드), 기획사: 새로움엔터테인먼트, JG STAR
- 2017.12.15. 정규  《널 헤는 밤》 수록곡 〈널 헤는 밤〉,〈하나하나〉,〈이사 전날〉,〈마른꽃〉,〈내가 이럴려고〉,〈알겠어〉,〈어여쁘소서〉,〈그댄 선물이죠〉,〈잘 지내니〉  (장르: 발라드), 기획사: 새로움엔터테인먼트, JG STAR

### 공소원
- 2019.04.05 컴필레이션 《미스트롯 DEATH MATCH Ⅱ》 수록곡  〈뜨거운 안녕〉  (장르: 트로트), 기획사:㈜티조컬처앤컨텐츠, 유통사:㈜카카오M
- 2019.05.08. 싱글 《감사합니다. 땡큐》 수록곡  〈감사합니다. 땡큐〉  (장르: 트로트), 기획사: 새로움엔터테인먼트
- 2019.10.18. 싱글 《불어라 사랑아》 수록곡  〈불어라 사랑아〉  (장르: 어덜트 컨템포러리, 트로트), 기획사: 새로움엔터테인먼트
- 2021.01.08. 컴필레이션(옴니버스) 《내일은 미스트롯2 팀미션 베스트》 수록곡 〈전선야곡〉 재도전부 (간절한 소원)  (장르:트로트, 기획사:TV CHOSUN/㈜쇼플레이, 유통사:㈜카카오M)

### OST
- 2007.02.22. MBC 일일드라마 《나쁜여자 착한여자 OST》 수록곡 〈사랑 그만큼〉, 〈나쁜여자〉 (장르: OST, TV드라마), 기획사:노트뮤직
- 2007.05.10. MBC 아침드라마 《내 곁에 있어 OST》 수록곡 〈왜 나를〉 (장르: OST, TV드라마), 기획사:노트뮤직 - 권리사의 요청으로 재생 불가
- 2007.05.30. SBS 드라마툰 《달려라 고등어 OST》 수록곡 〈Fly〉 (장르: OST, TV드라마), 기획사:노트뮤직
- 2008.05.28, OCN 주말드라마《메디컬 기방 영화관 OST》 수록곡 〈기도〉,〈기도 (Pop Ballade ver.)〉 (장르: OST, TV드라마), 유통사:다날엔터테인먼트
- 2008.01.25. KBS 2TV 일일시트콤 《못말리는 결혼 Part.2 OST》 수록곡 〈태클을 걸지마〉 (장르: OST, TV드라마), 유통사:다날엔터테인먼트
- 2008.04.15. SBS 월화드라마 《사랑해 OST》 수록곡 〈I Love You〉, 〈마요네즈〉 (장르: OST, TV드라마), 기획사:엠피플커뮤니케이션, 유통사:㈜ 카카오M
- 2010.04.15. MBC 아침드라마 《분홍립스틱 OST》수록곡 〈괜찮아졌어요〉  (장르: OST, TV드라마), 유통사:오감엔터테인먼트

## TV
- 2017.03.30. Mnet 《너의 목소리가 보여 4》
- 2017년 Mnet 《너의 목소리가 보여 4》
- 2019.02.27. ~ 4.11. TV조선 《내일은 미스트롯》1회~7회
- 2021.01.14. TV조선 《내일은 미스트롯2》 5회, 본선 2차 '1대1 데스매치', 〈하이난 사랑〉(권성희)
- 2021.06.17. MBC충북 《생방송 아침N》 '아침엔 트로트를 트로조(朝)', 게스트 〈어느날 문득〉,〈감사합니다. 땡큐〉
- 2021.08.09. SBS F!L, MTV 《더 트롯쇼(THE 트롯 SHOW)》 19회 '믿.듣.차.트 여신', 〈초혼〉

## 라디오
- 2020.07.23. 여수MBC 《신나는 오후 ☓트로트 클라쓰》 특집방송, 게스트 〈감사합니다. 땡큐〉

## 공연
- 2021.07.10. 여수MBC 《여수! 트로트에 홀딱 빠지다》 1부 (여수엑스포장 엑스포홀), 초대가수

## 학력
- 가톨릭대학교 작곡학 학사

## 경력
- 2011.02 인천 유나이티드 FC 홍보대사
- 2016.12.~ 연말 자연보전모금 캠페인 홍보대사

## 수상
- 청소년 가요제 금상 수상

## 기타
- 신체 171cm, 48kg, O형